# Myrmarachne corpuzrarosae
Myrmarachne corpuzrarosae este o specie de păianjeni din genul Myrmarachne, familia Salticidae, descrisă de Barrion, Litsinger, 1981. Conform Catalogue of Life specia Myrmarachne corpuzrarosae nu are subspecii cunoscute.